# خورش قیمه

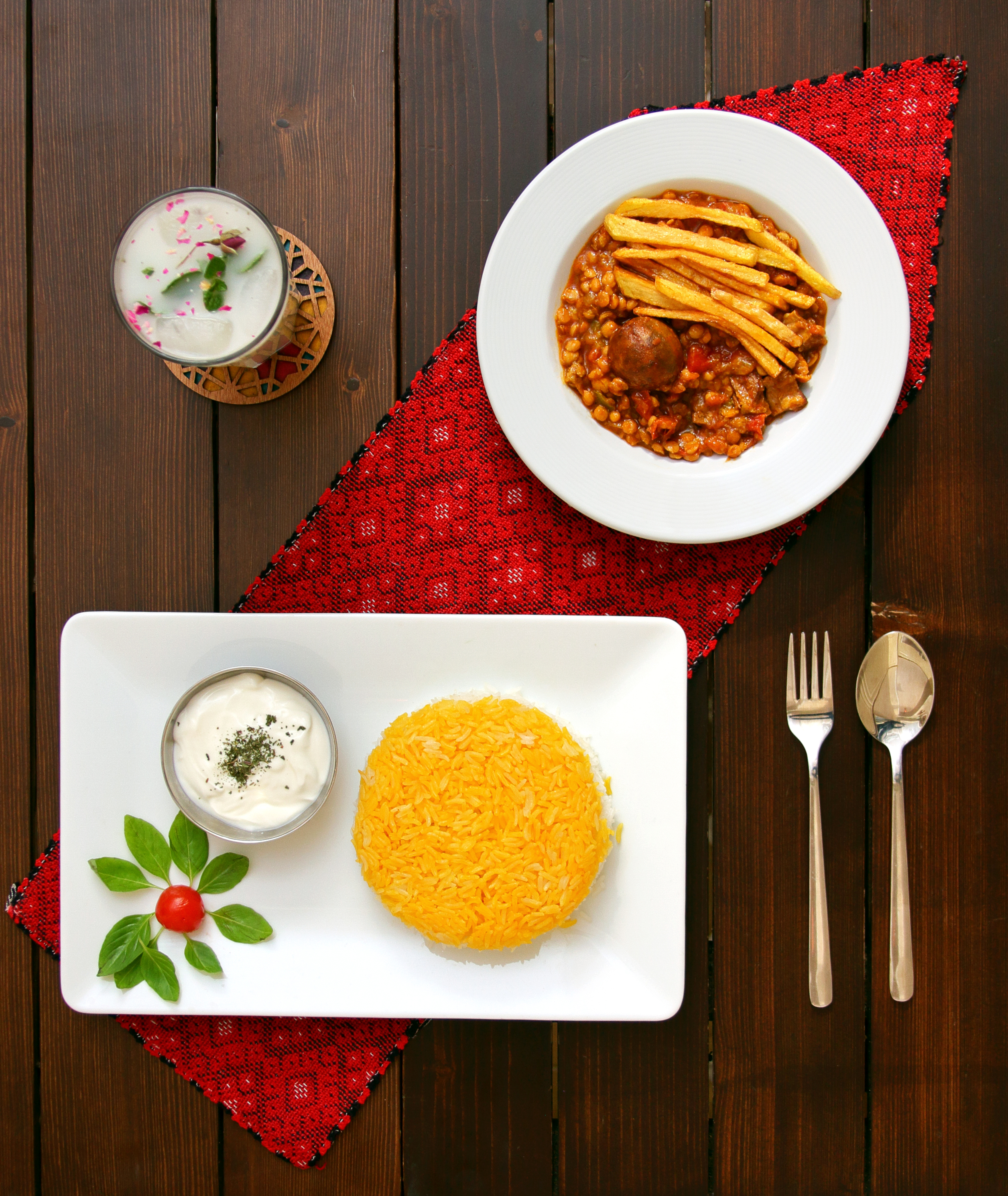
خورش قیمه

خورشت قِیمه یا خورشت لپه از غذاهای آشپزی ایرانی است. این خورش در میان ایرانی‌ها و عراقی‌ها غذایی پرطرفدار است و برای پخت آن از پیاز سرخ شده، رب گوجه فرنگی، لپه، گوشت قرمز، سیب زمینی سرخ شده به همراه لیموی خشک (لیمو عمانی) به عنوان طعم‌دهنده استفاده می‌شود. ادویه‌ای که معمولاً در اواخر زمان طبخ به آن اضافه می‌شود دارچین است، برای دادن عطر ویژه به آن مقداری هل و گلاب می‌توان اضافه کرد. این خورش به همراه چلو سرو می‌شود.
همچنین در برخی مناسبت‌های مذهبی در کشور ایران مثل محرم نیز به عنوان غذای نذری تهیه و توزیع می‌شود. این غذا در انواع مختلفی از جمله قیمه نثار، قیمه بادمجان، قیمه مرغ، قیمه علاچی و … طبخ می‌شود.

## تاریخچه
قدمت این خوراک به درستی مشخص نیست. بنابر فرهنگ دهخدا واژه قیمه از ترکی به معنای گوشت تکه شده ریشه گرفته‌است. شاردن که در دوره ی صفوی به ایران سفر کرده‌ است از این خورش نام می‌برد. همچنین نادر میرزا قاجار از این خورش به نام شاه خورش ها یاد می کند و معتقد است این خورش یادگاری از دوران ساسانی است.
ربط قیمه محرم به رضاخان!
روایت دیگری که از دلیل رواج طبخ قیمه در ایام محرم وجود دارد به دوره پهلوی اول باز می‌گردد و ماجرا از این قرار است: «رضاخان که پیش از رسیدن به‌ سلطنت در مراسم سوگواری‌ ماه محرم شرکت می‌کرد پس از رسیدن به‌ حکومت تغییر رویه داد و به‌ تدریج مراسم عزاداری را ممنوع کرد. شهربانی برای برقراری مجالس عزاداری موانع و مشکلاتی به‌ وجود آورد و از صاحبان تکایا و هیأت‌ها خواست برای برگزاری مراسم‌ ماه محرم اجازه بگیرند. بعدها در دوره رضاخان حرکت دسته‌های عزادار نیز در ایام محرم ممنوع شد. حتی اگر احیانا در بعضی خانه‌ها مخفیانه و به‌صورت پنهانی مراسم عزاداری برپا می‌شد صاحبخانه‌ها تحت ‌تعقیب قرار گرفته و راهی زندان می‌شدند. نوحه‌گران و تعزیه‌خوانان دستگیر شدند. ممنوعیت عزاداری علنی در دوره رضاخان باعث شد تا این مراسم به‌ جای تکیه و حسینیه و مسجد، در منازل بزرگ و خانه‌باغ‌ها برگزار شود».
طبق این روایت در تهران قدیم در مراسم‌ محرم بیشتر با آبگوشت و گوشت کوبیده و گاهی عدس‌پلو از عزاداران پذیرایی می‌شد، اما از وقتی مجالس عزا به خانه‌ها رفت غذاهای نذری هم به سبک غذاهای خانگی نزدیک شد و قیمه به‌دلیل همه‌پسند بودن غذای اصلی شد.

## نگارخانه

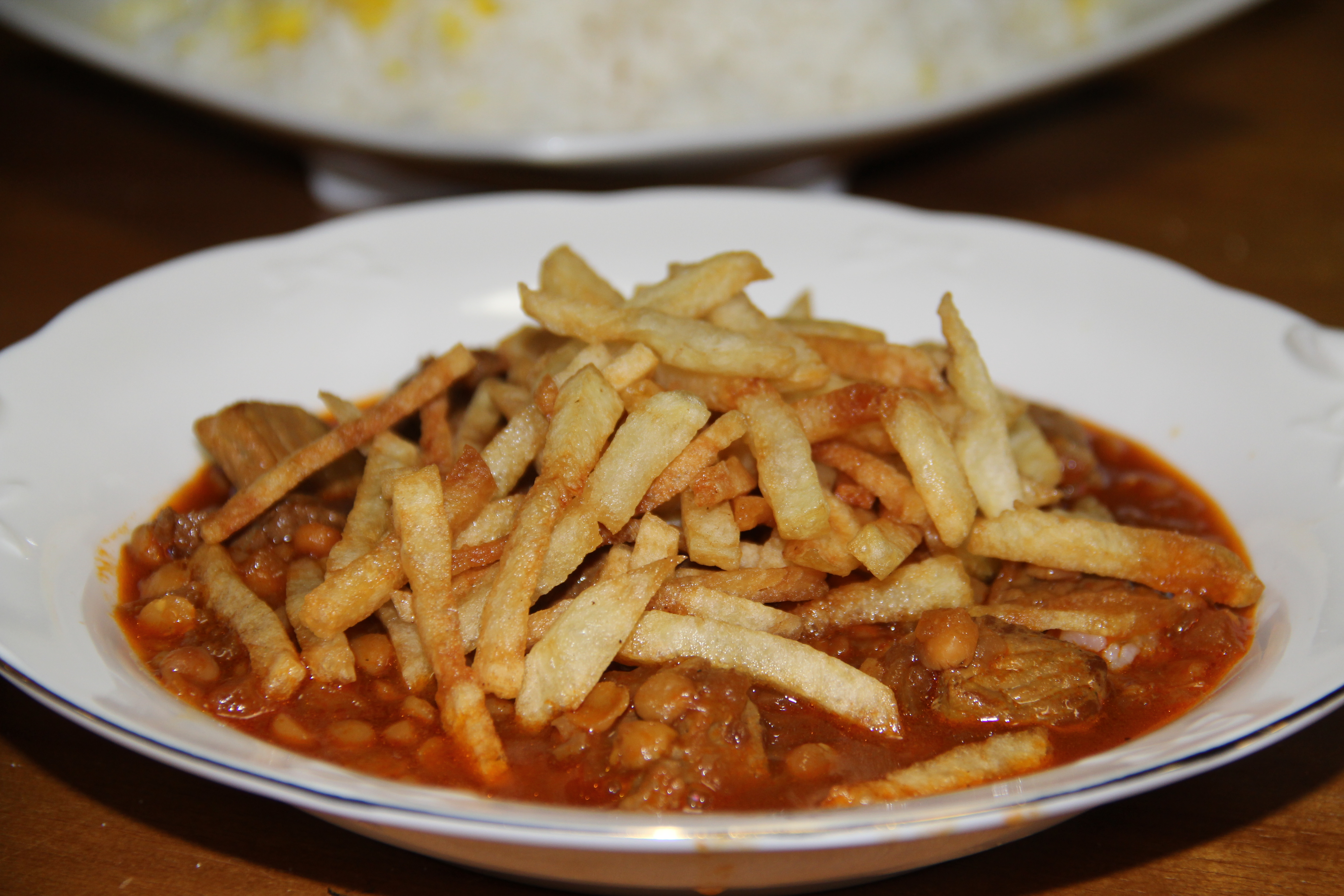
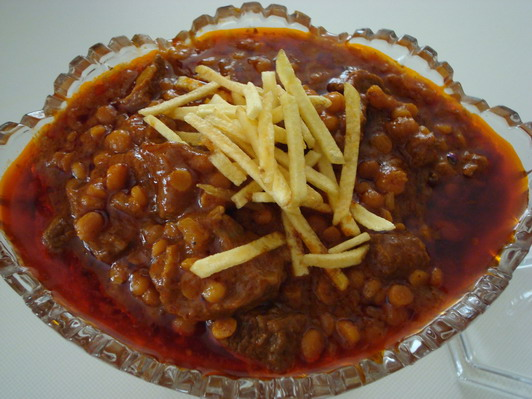
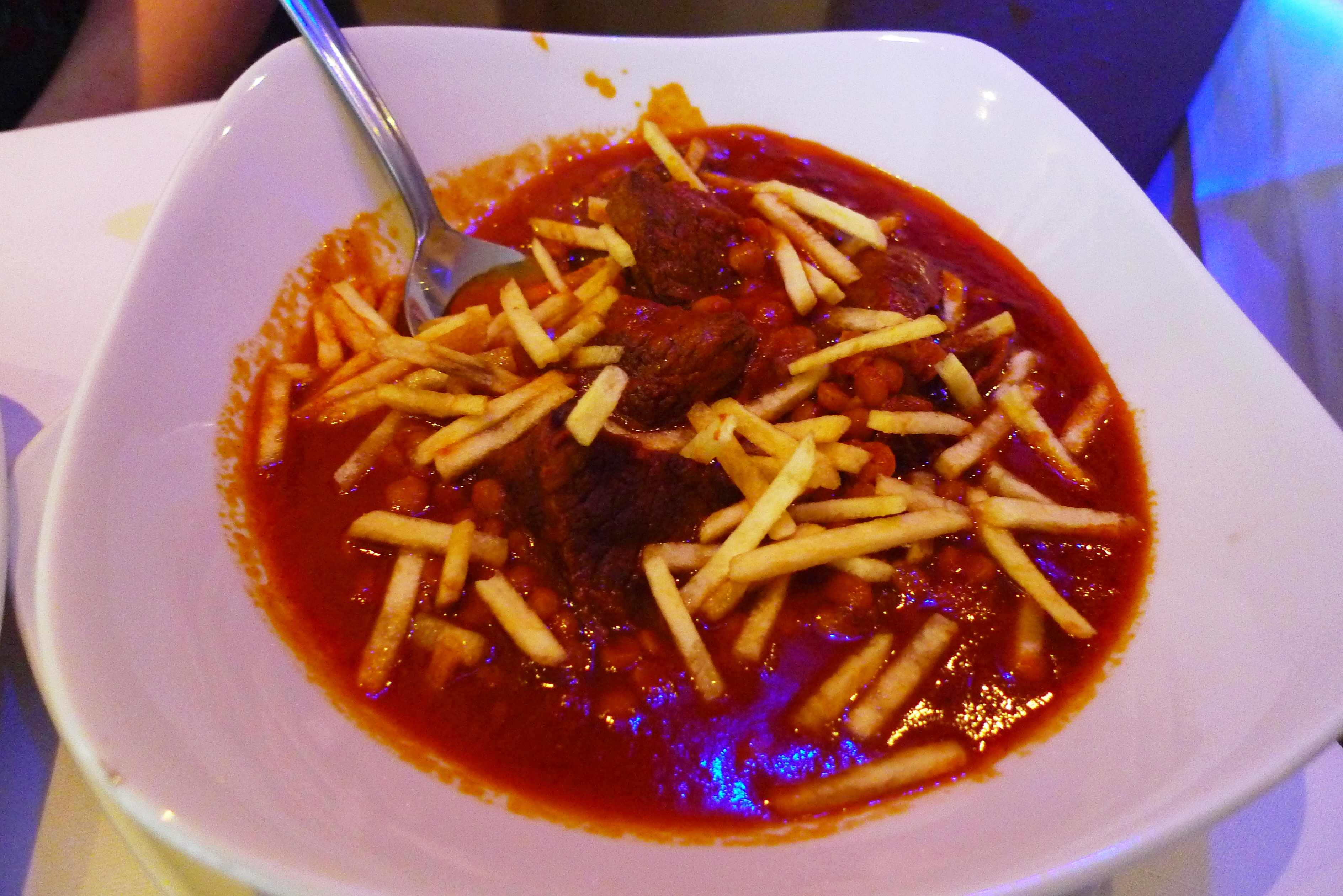
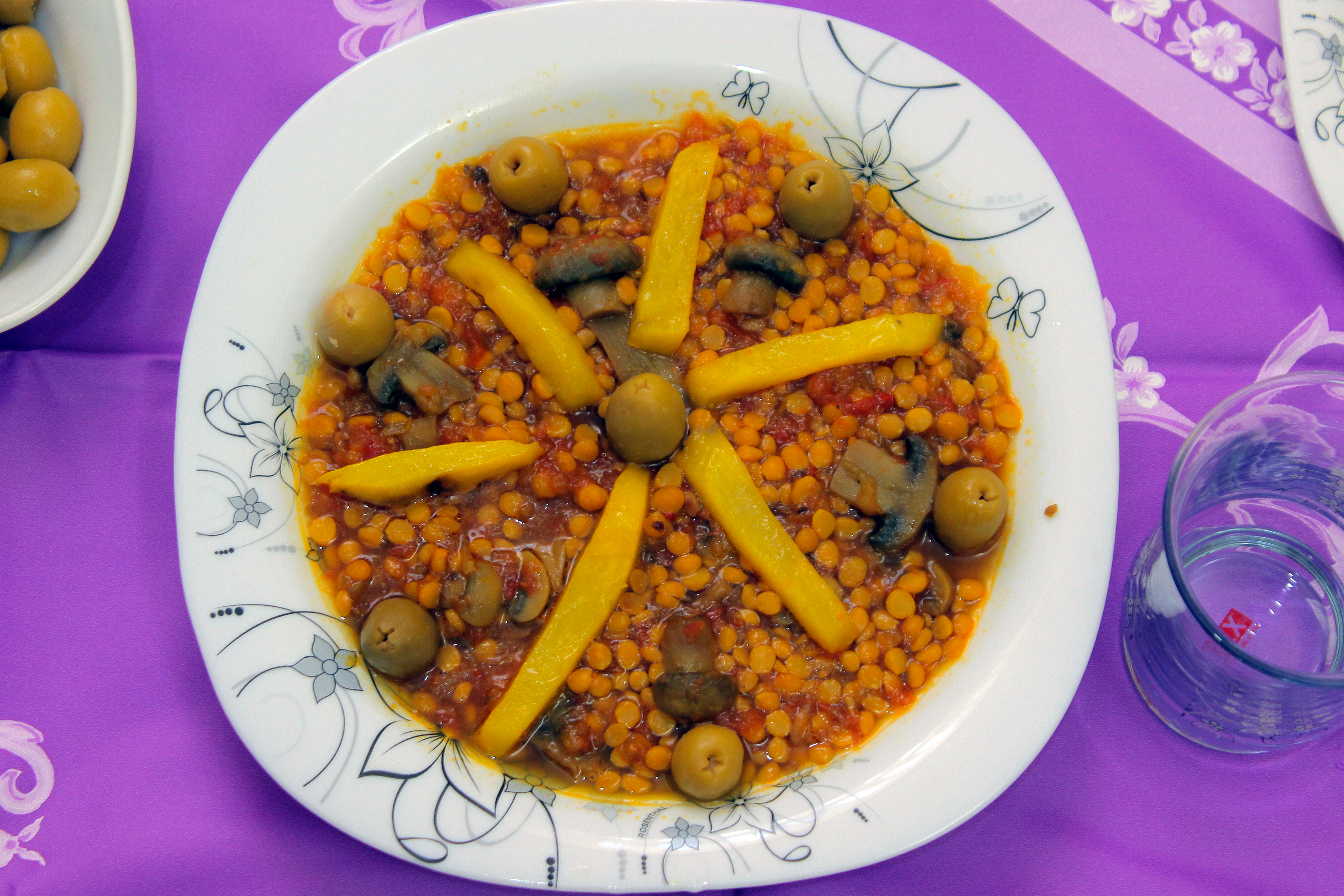
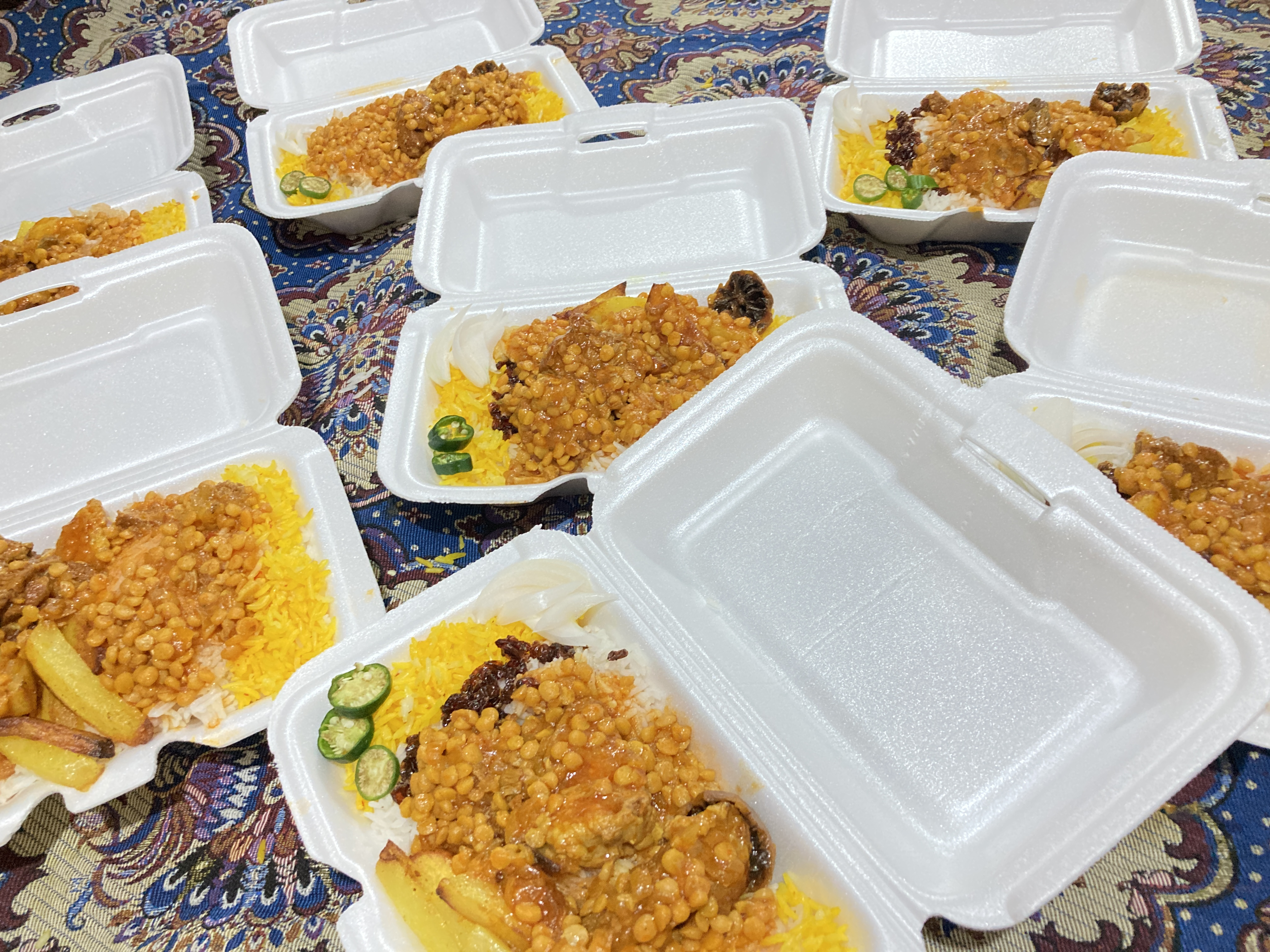

- خورشت قیمه با سیب زمینی سرخ کرده و برنج و ته دیگ سیب زمینی